# Wim Eijk
Pour les articles homonymes, voir Eijk.
Willem Jacobus Eijk, dit Wim Eijk, né le 22 juin 1953 à Duivendrecht aux Pays-Bas, est un évêque catholique néerlandais, archevêque d'Utrecht depuis 2007 et cardinal depuis 2012.

## Biographie
D'abord diplômé de médecine en 1978 à l'université d'Amsterdam, il entre ensuite au séminaire de Rolduc à Kerkrade. À partir de 1979, il étudie, en plus de sa formation théologique, l'éthique médicale à l'université de Leyde.

### Prêtre
Il est ordonné prêtre pour le diocèse de Ruremonde le 1er juin 1985.
En 1987 il soutient une thèse de médecine, traitant de l'euthanasie et en 1990, il soutient une seconde thèse à l'université pontificale Saint-Thomas-d'Aquin (dite Angelicum) à Rome sur les manipulations génétiques.
Il obtient également un doctorat en théologie à l'université pontificale du Latran. En parallèle, il enseigne la théologie morale au séminaire de Rolduc puis à Lugano en Suisse.
De 1997 à 2002 il est membre de la Commission théologique internationale.

### Évêque
Le 17 juillet 1999, Jean-Paul II le nomme évêque de Groningue-Leeuwarden. Il reçoit la consécration épiscopale le 6 novembre 1999 des mains du cardinal Simonis. Il choisit alors comme devise épiscopale la formule « Noli recusare laborem », inspirée d'une phrase qu'aurait prononcée saint Martin de Tours peu avant sa mort : « Non recuso laborem » (« Je ne refuse pas le travail »).
Le 11 décembre 2007, Benoît XVI le nomme au siège métropolitain d'Utrecht, où il succède au cardinal Simonis, dans un diocèse fortement déchristianisé depuis les années 1960-1970 et particulièrement touché par l'effondrement de l'Église catholique qui voit disparaître nombre de ses paroisses et qui ne touche plus que quelques milliers de fidèles.
En 2011, il est élu président de la Conférence épiscopale néerlandaise.

### Cardinal
Il a été créé cardinal par Benoît XVI le 18 février 2012 avec le titre de cardinal-prêtre de S. Callisto. Il participe au conclave de 2013 qui élit le pape François ainsi qu'au conclave de 2025 qui élit le pape Léon XIV.

## Succession apostolique
Wim Eijk a ordonné les évêques suivants :
- Évêque Herman Woorts (nl) (2010)
- Évêque Ted Hoogenboom (nl) (2010)
- Évêque Cornelis Franciscus Maria van den Hout (2017)